# Key Colony Beach
Key Colony Beach és una població dels Estats Units a l'estat de Florida. Segons el cens del 2000 tenia 788 habitants.

## Demografia
Segons el cens del 2000, Key Colony Beach tenia 788 habitants, 422 habitatges, i 253 famílies. La densitat de població era de 596,6 habitants/km².
Dels 422 habitatges en un 8,3% hi vivien nens de menys de 18 anys, en un 55,9% hi vivien parelles casades, en un 3,1% dones solteres, i en un 40% no eren unitats familiars. En el 31,3% dels habitatges hi vivien persones soles el 16,4% de les quals corresponia a persones de 65 anys o més que vivien soles. El nombre mitjà de persones vivint en cada habitatge era d'1,87 i el nombre mitjà de persones que vivien en cada família era de 2,25.
Per edats la població es repartia de la següent manera: un 7,6% tenia menys de 18 anys, un 3,6% entre 18 i 24, un 14,3% entre 25 i 44, un 36,8% de 45 a 60 i un 37,7% 65 anys o més.
L'edat mediana era de 58 anys. Per cada 100 dones de 18 o més anys hi havia 96,8 homes.
La renda mediana per habitatge era de 45.577 $ i la renda mediana per família de 53.750 $. Els homes tenien una renda mediana de 28.654 $ mentre que les dones 27.143 $. La renda per capita de la població era de 40.631 $. Entorn del 3,9% de les famílies i el 7,4% de la població estaven per davall del llindar de pobresa.

## Poblacions més properes
El següent diagrama mostra les poblacions més properes.